# فهرست دانشگاه‌های تنسی

## خصوصی
- دانشگاه اوپتومتری جنوبی
- دانشگاه وندربیلت
- کالج رودز

## سامانه دانشگاه تنسی
- دانشگاه تنسی (شعبه مرکزی در ناکسویل)
- دانشگاه تنسی در چتانوگا
- دانشگاه تنسی در مارتین
- دانشگاه تنسی در ممفیس

## موسسات دیگر
- دانشگاه ممفیس
- دانشگاه ایالتی تنسی
- دانشگاه دولتی آستین‌پی